# Фарук Сейдині
Фарук Сейдині (алб. Faruk Sejdini; нар. 7 березня 1950, Тирана, Албанія) — албанський футболіст та тренер, виступав на позиції захисника.

## Клубна кар'єра
Сейдіні мав успішну, хоча й коротку кар'єру. З 1966 по 1979 рік виступав за «Динамо» (Тирана). Футбольну кар'єру розпочав 1967 року в клубній академії, коли його разом із нападником Іліром Пернаскою, який став майбутньою легендою клубу, де обох талантів помітив тренер Скендер Яречі. Він був частиною золотого покоління «Динамо» 1970-х років, виграв п’ять титулів Суперліги Албанії та три кубки Албанії.

## Кар'єра в збірній
У футболці національної збірної Албанії дебютував у травні 1971 року в поєдинку кваліфікації Олімпійських ігор проти Румунії. Загалом провів 11 матчів у національній команді. Востаннє футболку національної збірної одягав у листопаді 1976 року в товариському поєдинку проти Алжиру.

### Статистика виступів у збірній
| Національна збірна | Рік     | Матчі | Голи |
| ------------------ | ------- | ----- | ---- |
| Албанія            | 1971    | 3     | 0    |
| Албанія            | 1972    | 2     | 0    |
| Албанія            | 1973    | 5     | 0    |
| Албанія            | 1976    | 1     | 0    |
| Загалом            | Загалом | 11    | 0    |

## Кар'єра тренера
Останній його тренерський досвід був у 2015 році, коли Фарук Сейдині провів нетривалий період часу у «Динамо» (Тирана).

## Досягнення

### Як гравця
- Суперліга Албанії
  -  Чемпіон (5): 1967, 1973, 1975, 1976, 1977[6]

- Кубок Албанії
  -  Володар (3): 1971, 1974, 1978[7]

### Як тренера
- Суперліга Албанії
  -  Чемпіон (1): 2001/02